# エミリアーノ・アルビン
エミリアーノ・アルビン・アントナッツァ（Emiliano Albín Antognazza, 1989年1月24日 - ）は、ウルグアイ・カネロネス県サウセ出身のサッカー選手。CAフベントゥ所属。ポジションはDF、MF。利き手は左(足は右利き)。

## 経歴
ボカ・ジュニアーズでのデビュー戦は8月22日に行われたコパ・スダメリカーナセカンド・ステージのCAインデペンディエンテ戦。
2016年1月28日にプリメイラ・リーガのFCアロウカに加入しシーズン終了までプレー。以降半年間はフリーとなり、2017年1月20日にCAフベントゥと契約し母国へ復帰した。

## タイトル
ペニャロール
- トルネオ・ウルグアージョ : 2009-10